# Münchringen
Münchringen (toponimo tedesco) è una frazione di 566 abitanti del comune svizzero di Jegenstorf, nel Canton Berna (regione di Berna-Altipiano svizzero, circondario di Berna-Altipiano svizzero).

## Storia

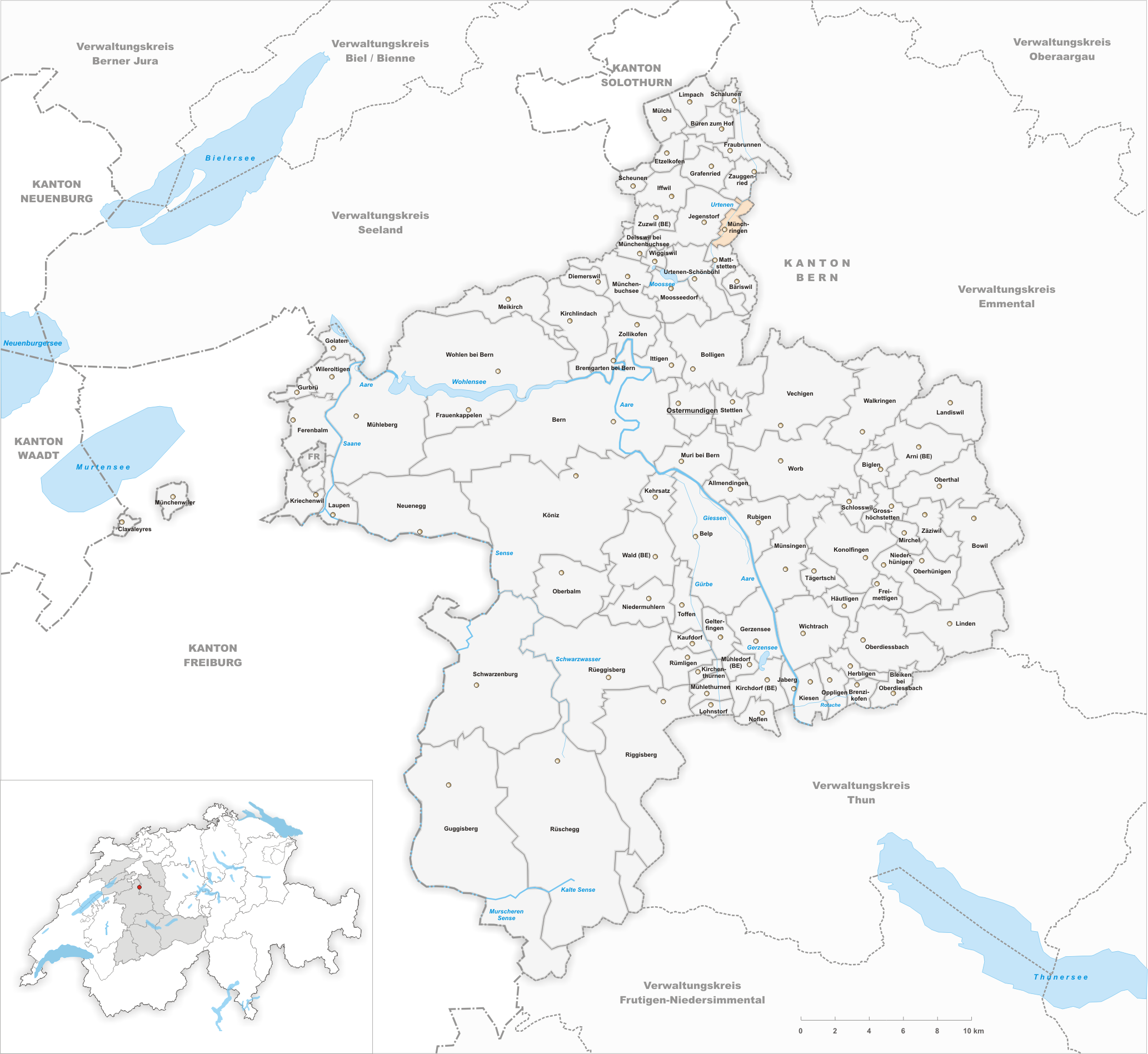
Il territorio del comune di Münchringen prima degli accorpamenti comunali del 2014

Già comune autonomo che si estendeva per 2,4 km² e che comprendeva anche la frazione di Holzmühle, il 1º gennaio 2014 è stato accorpato a Jegenstorf assieme all'altro comune soppresso di Scheunen.

## Società

### Evoluzione demografica
L'evoluzione demografica è riportata nella seguente tabella:
Abitanti censiti

## Amministrazione
Ogni famiglia originaria del luogo fa parte del cosiddetto comune patriziale e ha la responsabilità della manutenzione di ogni bene ricadente all'interno dei confini del comune.